# Saison 2 de Doraemon
 (octobre 2014).
Si vous disposez d'ouvrages ou d'articles de référence ou si vous connaissez des sites web de qualité traitant du thème abordé ici, merci de compléter l'article en donnant les références utiles à sa vérifiabilité et en les liant à la section « Notes et références ».
Chronologie
Saison 1 Saison 3
Cet article présente le guide des épisodes de la deuxième saison de l'anime Doraemon.
- En France, 26 épisodes de la saison 2 ont été licenciés et diffusés à la télévision jusqu'à ce jour.

## Épisode 1:Une encyclopédie plus vraie que nature
- France : 1er septembre 2014 sur Boing

## Épisode 2:Dans la peau de Géant
- France : 1er septembre 2014 sur Boing

## Épisode 3:Nobou et les baleines
- France : 2 septembre 2014 sur Boing

## Épisode 4:La fleur d'oubli
- France : 2 septembre 2014 sur Boing

## Épisode 5:La baguette cache-cache
- France : 3 septembre 2014 sur Boing

## Épisode 6:Les granulés-sosies
- France : 3 septembre 2014 sur Boing

## Épisode 7:Les micro-ondes de vie
- France : 4 septembre 2014 sur Boing

## Épisode 8:La mouche haut-parleur
- France : 4 septembre 2014 sur Boing

## Épisode 9:L'embouteilleur de bateaux
- France : 5 septembre 2014 sur Boing

## Épisode 10:La boule de riz du ventre vide
- France : 5 septembre 2014 sur Boing

## Épisode 11:Le capteur d'étoiles filantes
- France : 6 septembre 2014 sur Boing

## Épisode 12:Le ballon voyageur
- France : 6 septembre 2014 sur Boing

## Épisode 13:La camérascope
- France : 7 septembre 2014 sur Boing

## Épisode 14:L'ange de la bonne fortune
- France : 7 septembre 2014 sur Boing

## Épisode 15:Changement de coiffure
- France : 8 septembre 2014 sur Boing

## Épisode 16:La chasse au trésor
- France : 8 septembre 2014 sur Boing

## Épisode 17:La pilule du travail
- France : 9 septembre 2014 sur Boing

## Épisode 18:Les bonbons imite-voix
- France : 9 septembre 2014 sur Boing

## Épisode 19:La bombe à revoir le passé
- France : 10 septembre 2014 sur Boing

## Épisode 20:Les étiquettes de musculation
- France : 10 septembre 2014 sur Boing

## Épisode 21:L'album en 3 dimensions
- France : 11 septembre 2014 sur Boing

## Épisode 22:La princesse lumière
- France : 11 septembre 2014 sur Boing

## Épisode 23:Mini-mini robot
- France : 12 septembre 2014 sur Boing

## Épisode 24:Au pied, Muku!
- France : 12 septembre 2014 sur Boing

## Épisode 25:Nobou, champion de sumo
- France : 13 septembre 2014 sur Boing

## Épisode 26:Le sous-marin sauteur
- France : 13 septembre 2014 sur Boing